# Шинянга (регион)
Шинянга е един от 26-те региона на Танзания. Разположен е в северната част на страната. Площта на региона е 50 781 км². Населението му е 1 534 808 жители (по преброяване от август 2012 г.). Столица на региона е град Шинянга.

## Окръзи
Регион Шинянга е разделен на 8 окръга: Бариади, Букомбе, Кахама, Кисхапу, Масва, Меату, Шинянга - градски и Шинянга - селски.